# Jonny (Schachprogramm)
Jonny ist ein Schachprogramm des deutschen Mathematikers Johannes Zwanzger. Im Jahr 2015 bei der 21. Computerschach-Weltmeisterschaft (WCCC) im niederländischen Leiden gewann es den Titel und wurde Computerschach-Weltmeister.
Jonny lief auf einer speziellen Rechner-Hardware mit dem Namen „btrzx3“. Dabei handelte es sich um ein Linux-Cluster der Universität Bayreuth, das insgesamt 2400 AMD-x86-64-Bit-Prozessor-Kerne nutzte, die mit einer Taktfrequenz von 2.8 GHz betrieben wurden.
Seit der Version 4.00 war Jonny kompatibel zum  Universal Chess Interface (UCI) und war als Engine unter einer allgemeinen grafischen Benutzeroberfläche (GUI) lauffähig.
Im Jahr 2017 bei der 23. Computerschach-Weltmeisterschaft wurde Jonny Vize-Weltmeister knapp hinter Komodo.